# Restrepia lansbergii
Restrepia lansbergii Hook. is a synonym of Restrepia muscifera.
Restrepia lansbergii là một loài lan được tìm thấy ở tây bắc Venezuela to north-central Peru.

## Hình ảnh

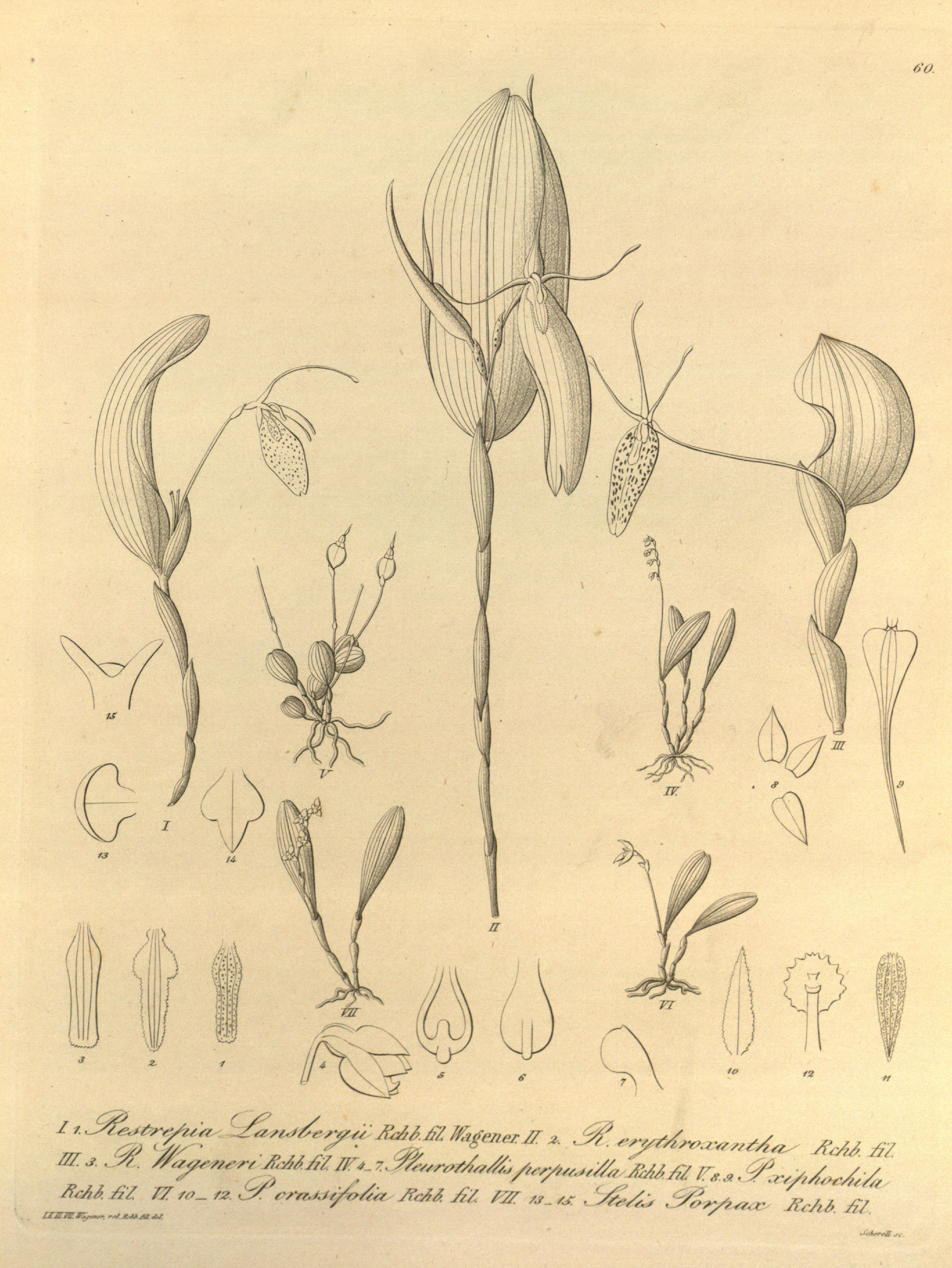